# Rákosina

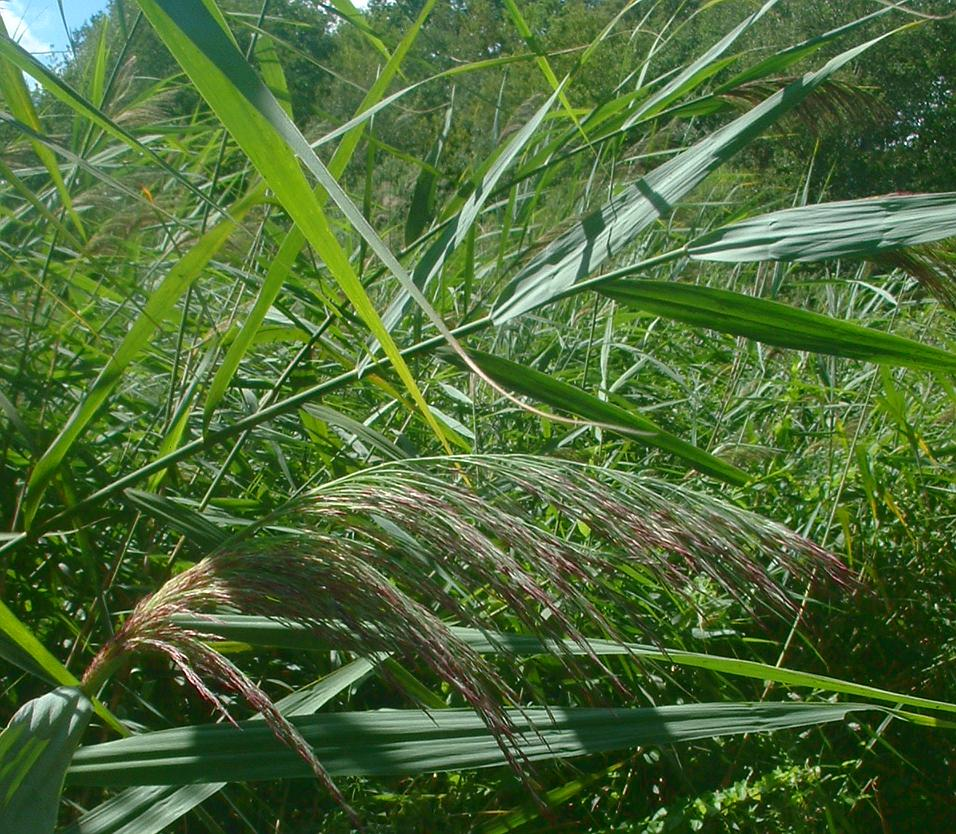
Rákosí

Rákosina (rákosí) je ekosystém vyskytující se v mělkých vodách a na jejich březích, jehož základem jsou různé druhy rákosů. Rákosina během let vytvoří silnou vrstvu odumřelé organické hmoty, což umožní sukcesi keřů a stromů. V rákosinách žije i řada živočichů, zejména zde hnízdí ptáci (kachnovití, bukači a jiní).